# Omorgus nocheles
Omorgus nocheles är en skalbaggsart som beskrevs av Clarke H. Scholtz 1990. Omorgus nocheles ingår i släktet Omorgus och familjen knotbaggar. Inga underarter finns listade i Catalogue of Life.